# Ель-Карак (провінція)
Ель-Карак (араб. محافظة  الكرك) — одна з дванадцяти провінцій Йорданії. Розташована на південний захід від Амману, столиці країни. Адміністративний центр — місто Ель-Карак.

## Історія
У 1-ому тисячолітті до н. е. на території провінції розташовувалося Царство Моав. Вважається, що його столиця та найбільше місто, яке тоді називалося Кір, лежало поблизу сучасного міста Ель-Карак.
Впродовж подальшої історії ця територія перебувала під контролем Парфії та Набатейського царства. У II столітті Римська імперія вторглася до Леванту, захопивши набатейську столицю Петру. У IV столітті головна фортеця римського легіону Legio IV Martia розташовувалася в Бетторі (сучасний Ель-Ладжджун в Ель-Караку). 
Близько 530 року правонаступниця Римської імперії, Візантія, створила на території Ель-Караку васальну державу, якою правила християнська династія Гассанідів. В 629 році біля міста Мута сталася битва при Муті, що була першим військовим зіткненням між арабами-мусульманами та візантійцями.
Під час Хрестових походів у регіоні було засновано Князівство Карак, що грало роль центрального фронту в протистоянні Айюбідів з хрестоносцями.
З XV століття і до 1917 року Ель-Карак перебував під владою Османської імперії, входячи до Трансйорданського емірату. 16 червня 1966 року після створення в Королівстві Йорданія системи адміністративного поділу Ель-Карак став провінцією.

## Географія

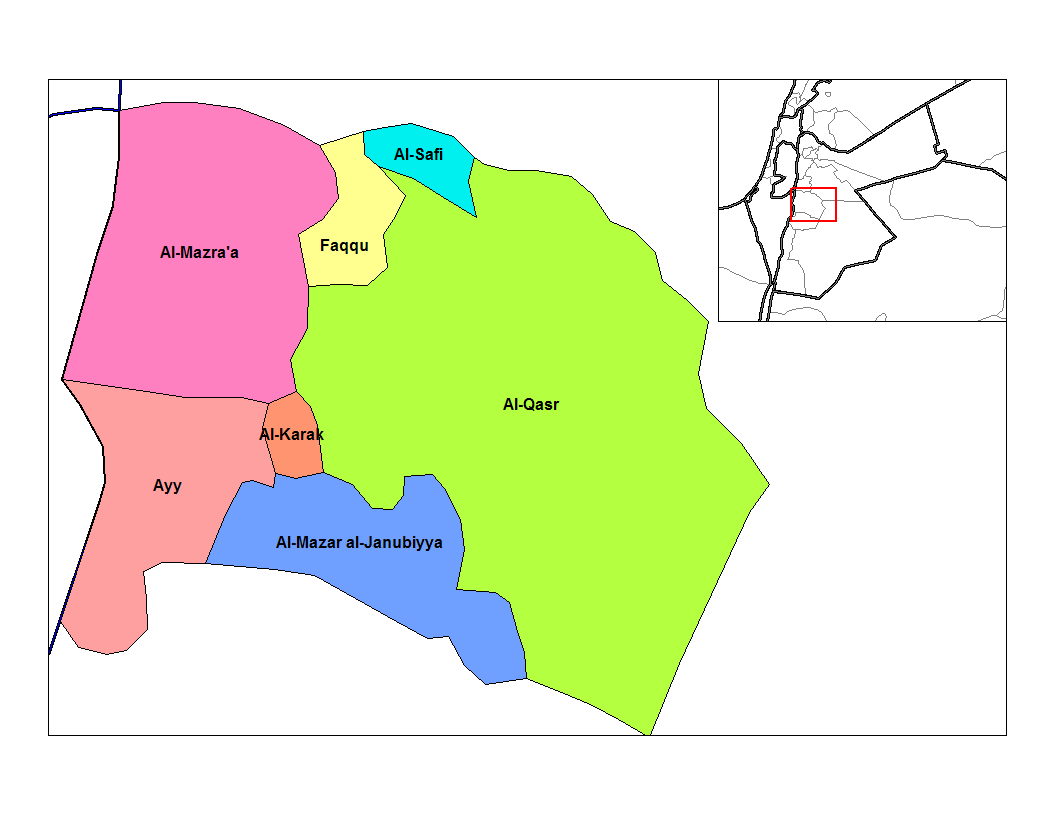
Нахії (райони) провінції Ель-Карак

Провінція складається з 10 нахій (районів). Вона межує з іншими регіонами Йорданії: провінціями Мадаба та Ель-Асіма на півночі, провінцією Маан на сході, провінцією Ет-Тафіла на півдні та Мертвим морем на заході.

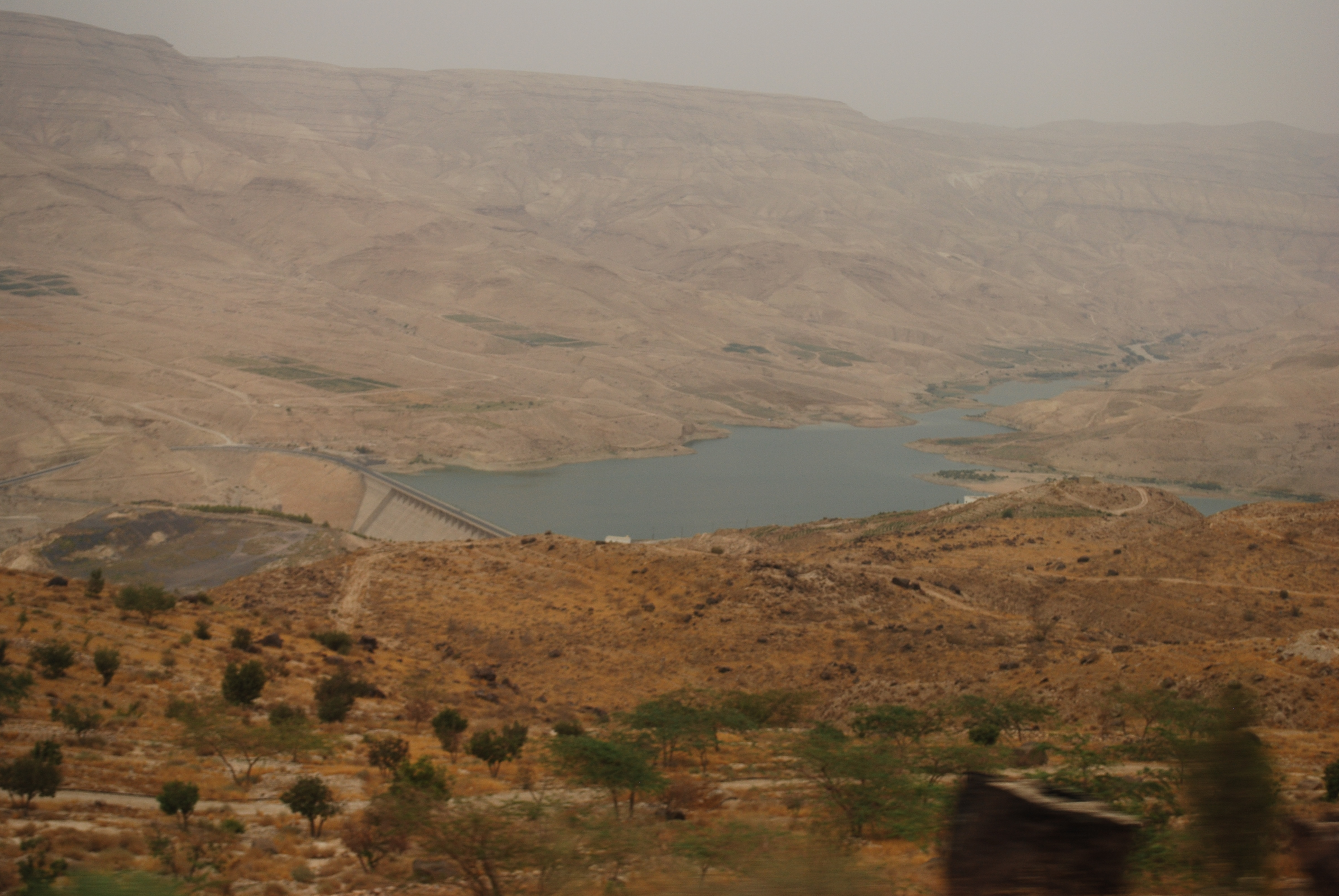
Ваді-ель-Муджиб (біблійський Арнон)

Територія Ель-Караку розташована вздовж південно-східного узбережжя Мертвого моря та гірського хребта, відомого як Моавські гори. Ваді-ель-Муджиб, що згадується в Біблії як річка Арнон, тече крізь гори провінції, впадаючи до Мертвого моря. 
Міста Ель-Караку лежать на різній висоті: близько 1000 м над рівнем моря в районі Південний Мазар, 800 м над рівнем моря в північних департаментах та близько 330 м нижче рівня моря в районі Гор-ель-Сафі.

## Населення
Згідно з переписом населення 2004 року населення провінції Ель-Карак становило 204 185 (4% населення Йорданії). Співвідношення чоловіків і жінок становило 50,6 до 49,4; громадяни Йорданії становили 95,42%. За переписом населення 2015 року, кількість населення в провінції становило 316 629 осіб. Мусульмани становлять 70% від загальної чисельності населення, а християни складають 30%.